# Phyllanthus mcvaughii
Phyllanthus mcvaughii är en emblikaväxtart som beskrevs av Grady Linder Webster. Phyllanthus mcvaughii ingår i släktet Phyllanthus och familjen emblikaväxter. Inga underarter finns listade i Catalogue of Life.